# National Women's Football League 2021
La National Women's Football League 2021 è la 9ª edizione del campionato di football americano femminile di primo livello, organizzato dalla BAFA.

## Squadre partecipanti
| Club                    | Città         | Stadio | Sponsor ufficiale | Risultato nella stagione 2019 |
| ----------------------- | ------------- | ------ | ----------------- | ----------------------------- |
| Birmingham Lions        | Birmingham    |        |                   |                               |
| Cardiff Valkyries       | Cardiff       |        |                   |                               |
| Cheshire Bears          | Tattenhall    |        |                   |                               |
| East Kilbride Pirates   | East Kilbride |        |                   |                               |
| Edinburgh Wolves        | Edimburgo     |        |                   |                               |
| Hertfordshire Cheetahs  | St Albans     |        |                   |                               |
| Kent Exiles             | Chislehurst   |        |                   |                               |
| Leeds Carnegie Chargers | Leeds         |        |                   |                               |
| Leicester Falcons       | Quorn         |        |                   |                               |
| London Warriors         | Londra        |        |                   |                               |
| Manchester Titans       | Manchester    |        |                   |                               |
| Norwich Devils          | Norwich       |        |                   |                               |
| Peterborough Royals     | Peterborough  |        |                   |                               |
| Portsmouth Dreadnoughts | Portsmouth    |        |                   |                               |
| Sandwell Steelers       | Tipton        |        |                   |                               |
| Teesside Steelers       | Billingham    |        |                   |                               |
| Wembley Stallions       | Londra        |        |                   |                               |

## Stagione regolare

### Calendario

#### 1ª giornata
| Eltham 24 luglio 2021, ore 13:00 | London Warriors | 45 – 2 | Hertfordshire Cheetahs | Università di Greenwich |

| Eltham 24 luglio 2021, ore 13:00 | Wembley Stallions | 12 – 6 | Kent Exiles | Università di Greenwich |

| Eltham 24 luglio 2021, ore 14:00 | Wembley Stallions | 8 – 7 | Hertfordshire Cheetahs | Università di Greenwich |

| Eltham 24 luglio 2021, ore 14:00 | London Warriors | 53 – 0 | Kent Exiles | Università di Greenwich |

#### 2ª giornata

##### Bowl di Thorpe St Andrew
| Thorpe St Andrew 31 luglio 2021, ore 12:00 | Norwich Devils | 6 – 49 | Leicester Falcons | Thorpe St Andrew High School |

| Thorpe St Andrew 31 luglio 2021, ore 13:30 | Leicester Falcons | 0 – 1 (a tavolino) | Peterborough Royals | Thorpe St Andrew High School |

| Thorpe St Andrew 31 luglio 2021, ore 15:00 | Norwich Devils | 13 – 11 | Peterborough Royals | Thorpe St Andrew High School |

##### Bowl di Oldbury
| Oldbury 31 luglio 2021, ore 12:00 | Sandwell Steelers | 14 – 8 | Cardiff Valkyries | Portway Lifestyle Centre |

| Oldbury 31 luglio 2021, ore 13:30 | Cardiff Valkyries | 0 – 31 | Portsmouth Dreadnoughts | Portway Lifestyle Centre |

| Oldbury 31 luglio 2021, ore 15:00 | Sandwell Steelers | 0 – 24 | Portsmouth Dreadnoughts | Portway Lifestyle Centre |

#### 3ª giornata
| Birmingham 7 agosto 2021, ore 12:00 | Birmingham Lions | 48 – 0 | Cheshire Bears | Avery Fields Sports & Events |

| Birmingham 7 agosto 2021, ore 12:00 | Manchester Titans | 16 – 24 | Leeds Carnegie Chargers | Avery Fields Sports & Events |

| Birmingham 7 agosto 2021, ore 14:00 | Manchester Titans | 20 – 15 | Cheshire Bears | Avery Fields Sports & Events |

| Birmingham 7 agosto 2021, ore 14:00 | Birmingham Lions | 46 – 0 | Leeds Carnegie Chargers | Avery Fields Sports & Events |

#### 4ª giornata
| Watford 21 agosto 2021, ore 13:00 | Hertfordshire Cheetahs | 40 – 27 | Kent Exiles | Sun Postal Sports & Social Club |

| Watford 21 agosto 2021, ore 13:00 | London Warriors | 57 – 0 | Wembley Stallions | Sun Postal Sports & Social Club |

| Watford 21 agosto 2021, ore 14:30 | Kent Exiles | 12 – 58 | London Warriors | Sun Postal Sports & Social Club |

| Watford 21 agosto 2021, ore 14:30 | Hertfordshire Cheetahs | 18 – 14 | Wembley Stallions | Sun Postal Sports & Social Club |

#### 5ª giornata

##### Bowl di Peterborough
| Bretton 28 agosto 2021, ore 12:00 | Peterborough Royals | 53 – 12 | Norwich Devils | Peterborough Lions RFC |

| Bretton 28 agosto 2021, ore 13:30 | Norwich Devils | 0 – 56 | Leicester Falcons | Peterborough Lions RFC |

| Bretton 28 agosto 2021, ore 15:00 | Peterborough Royals | 40 – 0 | Leicester Falcons | Peterborough Lions RFC |

##### Bowl di Havant
| Havant 28 agosto 2021, ore 12:00 | Portsmouth Dreadnoughts | – | Sandwell Steelers | Hook's Lane Ground |

| Havant 28 agosto 2021, ore 13:30 | Sandwell Steelers | – | Cardiff Valkyries | Hook's Lane Ground |

| Havant 28 agosto 2021, ore 15:00 | Portsmouth Dreadnoughts | 14 – 8 | Cardiff Valkyries | Hook's Lane Ground |

#### 6ª giornata
| Tattenhall 4 settembre 2021, ore 12:00 | Birmingham Lions | 44 – 0 | Manchester Titans | Sport Tattenhall |

| Tattenhall 4 settembre 2021, ore 12:00 | Cheshire Bears | 1 – 0 (a tavolino) | Leeds Carnegie Chargers | Sport Tattenhall |

| Tattenhall 4 settembre 2021, ore 14:00 | Cheshire Bears | 34 – 18 | Manchester Titans | Sport Tattenhall |

| Tattenhall 4 settembre 2021, ore 14:00 | Birmingham Lions | 1 – 0 (a tavolino) | Leeds Carnegie Chargers | Sport Tattenhall |

#### 7ª giornata
| Billingham 11 settembre 2021, ore 12:00 | Teesside Steelers | 43 – 6 | East Kilbride Pirates | Greenwood Road Ground |

| Billingham 11 settembre 2021, ore 13:30 | East Kilbride Pirates | 53 – 21 | Edinburgh Wolves | Greenwood Road Ground |

| Billingham 11 settembre 2021, ore 15:00 | Teesside Steelers | 15 – 0 | Edinburgh Wolves | Greenwood Road Ground |

#### 8ª giornata
| Hamilton 25 settembre 2021, ore 13:00 | East Kilbride Pirates | 20 – 33 | Edinburgh Wolves | Hamilton Palace Sports Grounds |

| Hamilton 25 settembre 2021, ore 13:30 | Edinburgh Wolves | 0 – 18 | Teesside Steelers | Hamilton Palace Sports Grounds |

| Hamilton 25 settembre 2021, ore 14:00 | East Kilbride Pirates | 0 – 42 | Teesside Steelers | Hamilton Palace Sports Grounds |

#### 9ª giornata

##### Bowl di Edimburgo
| Edimburgo 9 ottobre 2021, ore 12:00 | Edinburgh Wolves | 1 – 0 (a tavolino) | Teesside Steelers | Peffermill Playing Fields |

| Edimburgo 9 ottobre 2021, ore 13:30 | East Kilbride Pirates | 0 – 0 (a tavolino) | Teesside Steelers | Peffermill Playing Fields |

| Edimburgo 9 ottobre 2021, ore 14:00 | Edinburgh Wolves | 1 – 0 (a tavolino) | East Kilbride Pirates | Peffermill Playing Fields |

##### Bowl di Eccles
| Eccles 9 ottobre 2021, ore 12:00 | Manchester Titans | 8 – 74 | Birmingham Lions | Belle Vue Sports Village |

| Eccles 9 ottobre 2021, ore 12:00 | Cheshire Bears | 12 – 49 | Leeds Carnegie Chargers | Belle Vue Sports Village |

| Eccles 9 ottobre 2021, ore 14:00 | Leeds Carnegie Chargers | 6 – 68 | Birmingham Lions | Belle Vue Sports Village |

| Eccles 9 ottobre 2021, ore 14:00 | Manchester Titans | 19 – 47 | Cheshire Bears | Belle Vue Sports Village |

##### Bowl di Kirby Muxloe
| Kirby Muxloe 9 ottobre 2021, ore 12:00 | Leicester Falcons | 2 – 0 | Peterborough Royals | Leicester Forest RFC |

| Kirby Muxloe 9 ottobre 2021, ore 13:30 | Norwich Devils | 0 – 35 | Peterborough Royals | Leicester Forest RFC |

| Kirby Muxloe 9 ottobre 2021, ore 15:00 | Leicester Falcons | 1 – 0 (a tavolino) | Norwich Devils | Leicester Forest RFC |

##### Bowl di Harrow
| Harrow 9 ottobre 2021, ore 13:00 | Wembley Stallions | 0 – 46 | London Warriors | London Post Office Sports & Social Association |

| Harrow 9 ottobre 2021, ore 13:00 | Hertfordshire Cheetahs | 36 – 14 | Kent Exiles | London Post Office Sports & Social Association |

| Harrow 9 ottobre 2021, ore 14:30 | Kent Exiles | 0 – 1 (a tavolino) | London Warriors | London Post Office Sports & Social Association |

| Harrow 9 ottobre 2021, ore 14:30 | Wembley Stallions | 1 – 0 (a tavolino) | Hertfordshire Cheetahs | London Post Office Sports & Social Association |

##### Bowl di Cardiff
| Cardiff 9 ottobre 2021, ore 12:00 | Cardiff Valkyries | 29 – 22 | Portsmouth Dreadnoughts | Pentwyn Leisure Centre |

| Cardiff 9 ottobre 2021, ore 13:30 | Sandwell Steelers | – | Portsmouth Dreadnoughts | Pentwyn Leisure Centre |

| Cardiff 9 ottobre 2021, ore 15:00 | Cardiff Valkyries | – | Sandwell Steelers | Pentwyn Leisure Centre |

#### 10ª giornata

##### Bowl di Stockton-on-Tees
| Stockton-on-Tees 23 ottobre 2021 | Teesside Steelers | 32 – 6 | Edinburgh Wolves | Northfield Sportsdrome |

| Stockton-on-Tees 23 ottobre 2021 | Edinburgh Wolves | 32 – 2 | East Kilbride Pirates | Northfield Sportsdrome |

| Stockton-on-Tees 23 ottobre 2021 | Teesside Steelers | 33 – 16 | East Kilbride Pirates | Northfield Sportsdrome |

##### Bowl di Bramhope
| Bramhope 23 ottobre 2021 | Leeds Carnegie Chargers | 64 – 0 | Manchester Titans | West Leeds RUFC |

| Bramhope 23 ottobre 2021 | Cheshire Bears | 0 – 52 | Birmingham Lions | West Leeds RUFC |

| Bramhope 23 ottobre 2021 | Birmingham Lions | 60 – 0 | Manchester Titans | West Leeds RUFC |

| Bramhope 23 ottobre 2021 | Leeds Carnegie Chargers | 26 – 30 | Cheshire Bears | West Leeds RUFC |

##### Bowl di Peterborough
| Peterborough 23 ottobre 2021 | Peterborough Royals | 6 – 0 | Leicester Falcons | Bretton Park |

| Peterborough 23 ottobre 2021 | Leicester Falcons | 18 – 2 | Norwich Devils | Bretton Park |

| Peterborough 23 ottobre 2021 | Peterborough Royals | 35 – 6 | Norwich Devils | Bretton Park |

##### Bowl di Chislehurst
| Chislehurst 23 ottobre 2021 | Kent Exiles | ? – ? (risultato non noto) | Wembley Stallions | The Beaverwood |

| Chislehurst 23 ottobre 2021 | Hertfordshire Cheetahs | 0 – 55 | London Warriors | The Beaverwood |

| Chislehurst 23 ottobre 2021 | London Warriors | 63 – 6 | Wembley Stallions | The Beaverwood |

| Chislehurst 23 ottobre 2021 | Kent Exiles | 26 – 20 | Hertfordshire Cheetahs | The Beaverwood |

##### Bowl di Swindon
| Swindon 23 ottobre 2021, ore 12:00 | Portsmouth Dreadnoughts | 1 – 0 (a tavolino) | Cardiff Valkyries | Southbrook Playing Fields |

| Swindon 23 ottobre 2021, ore 13:30 | Cardiff Valkyries | – | Sandwell Steelers | Southbrook Playing Fields |

| Swindon 23 ottobre 2021, ore 15:00 | Portsmouth Dreadnoughts | – | Sandwell Steelers | Southbrook Playing Fields |

### Classifiche
Le classifiche della regular season sono le seguenti.
- PCT = percentuale di vittorie, G = partite giocate, V = partite vinte,  P = partite perse, PF = punti fatti, PS = punti subiti

#### Northern
| Pos. | Squadra               | PCT  | G | V | N | P | PF  | PS  |
| ---- | --------------------- | ---- | - | - | - | - | --- | --- |
| 1    | Teesside Steelers     | .813 | 8 | 6 | 1 | 1 | 169 | 29  |
| 2    | Edinburgh Wolves      | .500 | 8 | 4 | 0 | 4 | 73  | 74  |
| 3    | East Kilbride Pirates | .188 | 8 | 1 | 1 | 6 | 45  | 184 |

#### Central West
| Pos. | Squadra                 | PCT   | G | V | N | P | PF  | PS  |
| ---- | ----------------------- | ----- | - | - | - | - | --- | --- |
| 1    | Birmingham Lions        | 1.000 | 8 | 8 | 0 | 0 | 393 | 14  |
| 2    | Cheshire Bears          | .500  | 8 | 4 | 0 | 4 | 139 | 232 |
| 3    | Leeds Carnegie Chargers | .375  | 8 | 3 | 0 | 5 | 169 | 174 |
| 4    | Manchester Titans       | .125  | 8 | 1 | 0 | 7 | 81  | 362 |

#### Central East
| Pos. | Squadra             | PCT  | G | V | N | P | PF  | PS  |
| ---- | ------------------- | ---- | - | - | - | - | --- | --- |
| 1    | Peterborough Royals | .750 | 8 | 6 | 0 | 2 | 181 | 33  |
| 2    | Leicester Falcons   | .625 | 8 | 5 | 0 | 3 | 126 | 55  |
| 3    | Norwich Devils      | .125 | 8 | 1 | 0 | 7 | 39  | 258 |

#### South East
| Pos. | Squadra                | PCT   | G | V | N | P | PF  | PS  |
| ---- | ---------------------- | ----- | - | - | - | - | --- | --- |
| 1    | London Warriors        | 1.000 | 8 | 8 | 0 | 0 | 378 | 20  |
| 2    | Wembley Stallions      | .429  | 7 | 3 | 0 | 4 | 41  | 197 |
| 3    | Hertfordshire Cheetahs | .375  | 8 | 3 | 0 | 5 | 123 | 190 |
| 4    | Kent Exiles            | .143  | 7 | 1 | 0 | 6 | 85  | 220 |

#### South West
| Pos. | Squadra                 | PCT  | G | V | N | P | PF | PS |
| ---- | ----------------------- | ---- | - | - | - | - | -- | -- |
| 1    | Portsmouth Dreadnoughts | .750 | 4 | 3 | 0 | 1 | 68 | 37 |
| 2    | Cardiff Valkyries       | .250 | 4 | 1 | 0 | 3 | 37 | 68 |
| -    | Sandwell Steelers       | -    | - | - | - | - | -  | -  |

## Playoff

### Tabellone
|  | Semifinali | Semifinali | Semifinali |  |  | IX Championship Final | IX Championship Final | IX Championship Final |  |
|  |            |            |            |  |  |                       |                       |                       |  |
|  | TBD        |            |            |  |  |                       |                       |                       |  |
|  |            |            |            |  |  |                       |                       |                       |  |
|  | TBD        |            |            |  |  |                       |                       |                       |  |
|  |            | TBD        |            |  |  |                       |                       |                       |  |
|  |            |            |            |  |  |                       |                       |                       |  |
|  |            |            | TBD        |  |  |                       |                       |                       |  |
|  | TBD        |            |            |  |  |                       |                       |                       |  |
|  |            |            |            |  |  |                       |                       |                       |  |
|  | TBD        |            |            |  |  |                       |                       |                       |  |

### Semifinali
| 2021 | TBD | – | TBD |  |

| 2021 | TBD | – | TBD |  |

### IX Championship Final
| 2021 | TBD | – | TBD |  |